# Баринова, Галина Всеволодовна
Галина Всеволодовна Ба́ринова (1910—2006) — советская российская скрипачка и музыкальный педагог, многолетний профессор Московской консерватории. Народная артистка России (1996). Лауреат Сталинской премии второй степени (1949).

## Биография
Родилась 7 (20 октября) 1910 года в Санкт-Петербурге в семье музыканта-любителя Всеволода Гамалеи и выдающейся пианистки Марии Бариновой. С четырёхлетнего возраста занималась скрипкой у Павла Коханьского, Иосифа Ахрона, Виктора Заветновского, в десять лет дебютировала как солистка.
В 1924—1925 гг. совершенствовалась в Париже под руководством Жака Тибо. Вернувшись в Ленинград, в 1927 году окончила Ленинградскую консерваторию, где помимо скрипки занималась также теорией и композицией. Газета «Жизнь искусства» писала о её отчётном концерте:

У юной скрипачки Галины Бариновой все данные для хорошей артистической карьеры: незаурядная техника, лёгкость штрихов, певучий закруглённый тон, вдумчивая трактовка. Её игра согрета, хоть не оформившимся ещё, но искренним художественным темпераментом. <…> В отчётном концерте Галина Баринова успешно преодолела виртуозную программу («Дьявольские трели» Тартини, Испанская симфония Лало, Рондо Сен-Санса и ряд мелких пьес), увлекая аудиторию свежестью своего исполнения.

С 1925 года выступала как солистка Ленинградской филармонии. В 1934 году перебралась в Москву, став солисткой Московской филармонии и Всесоюзного радио. Известно, что концерт Г. Бариновой, проходивший в 1935 году в Воронеже, вдохновил О. Э. Мандельштама на создание стихотворения: «За Паганини длиннопалым…». В 1937 году была удостоена третьей премии на Всесоюзном конкурсе музыкантов-исполнителей. Во время Великой Отечественной войны выступала на фронте и в блокадном Ленинграде, участвовала в концертах, проходивших во время Тегеранской и Потсдамской конференций.

И. В. Сталин в период Потсдамской конференции при всех участниках расцеловал скрипачку Баринову и пианиста Гилельса, которые прекрасно выступили после официального обеда.

В послевоенные годы Баринова интенсивно концертировала в СССР и различных странах Европы и Азии, её репертуар включал более 300 сочинений. Как отмечал скрипач Игорь Безродный,

Концерты Галины Бариновой всегда были интересным событием. <…> Из большого числа произведений, исполняемых Галиной Бариновой в те годы, я бы в первую очередь назвал концерты Глазунова и Сибелиуса, которые тогда играли не так уж часто. <…> И сегодня живо впечатление от исполнения Галины Бариновой труднейшей до-мажорной сонаты Баха для скрипки соло, это было действительно выдающееся достижение.

Одновременно с 1950-х годов Баринова на протяжении почти полувека преподавала в Московской консерватории и Центральной музыкальной школе (с 1967 — профессор). Входила в жюри нескольких международных конкурсов, в том числе имени Чайковского в Москве, имени И. С. Баха в Лейпциге, имени Н. Паганини в Генуе.
Умерла в 2006 году. Похоронена на Троекуровском кладбище.

## Семья
- Муж — Юлий Маркович Реентович (1914—1982) — скрипач, художественный руководитель Ансамбля скрипачей Большого театра, народный артист РСФСР.
  - Дочь — Элеонора.

## Награды и премии
- заслуженная артистка РСФСР (1955)
- народная артистка РФ (22.10.1996)
- Сталинская премия второй степени (1949) — за концертно-исполнительскую деятельность[1]
- орден Трудового Красного Знамени (28.12.1946)
- орден Дружбы народов (24.07.1991)
- орден «Знак Почёта» (14.10.1966)
- медаль «За оборону Ленинграда»
- медаль «За доблестный труд в Великой Отечественной войне 1941-1945 гг.»